# Wimpole Street
Wimpole Street est une rue du centre de Londres, en Angleterre.

## Situation et accès
Orientée nord-sud, longue de 550 mètres, elle commence à Henrietta Place pour finir à Devonshire Street. La partie comprise entre Weymouth Street et Devonshire Street s’appelle Upper Wimpole Street.
La rue est en sens unique dans le sens sud-nord.
Le quartier est desservi par les lignes  Bakerloo  Central  Victoria à la station Oxford Circus et par les lignes  Central  Jubilee à la station Bond Street.
La voie est connue pour ses nombreux cabinets médicaux.

## Origine du nom
La rue tient son nom du domaine de Wimpole situé dans le Cambridgeshire, ayant appartenu à la famille Harley.

## Historique

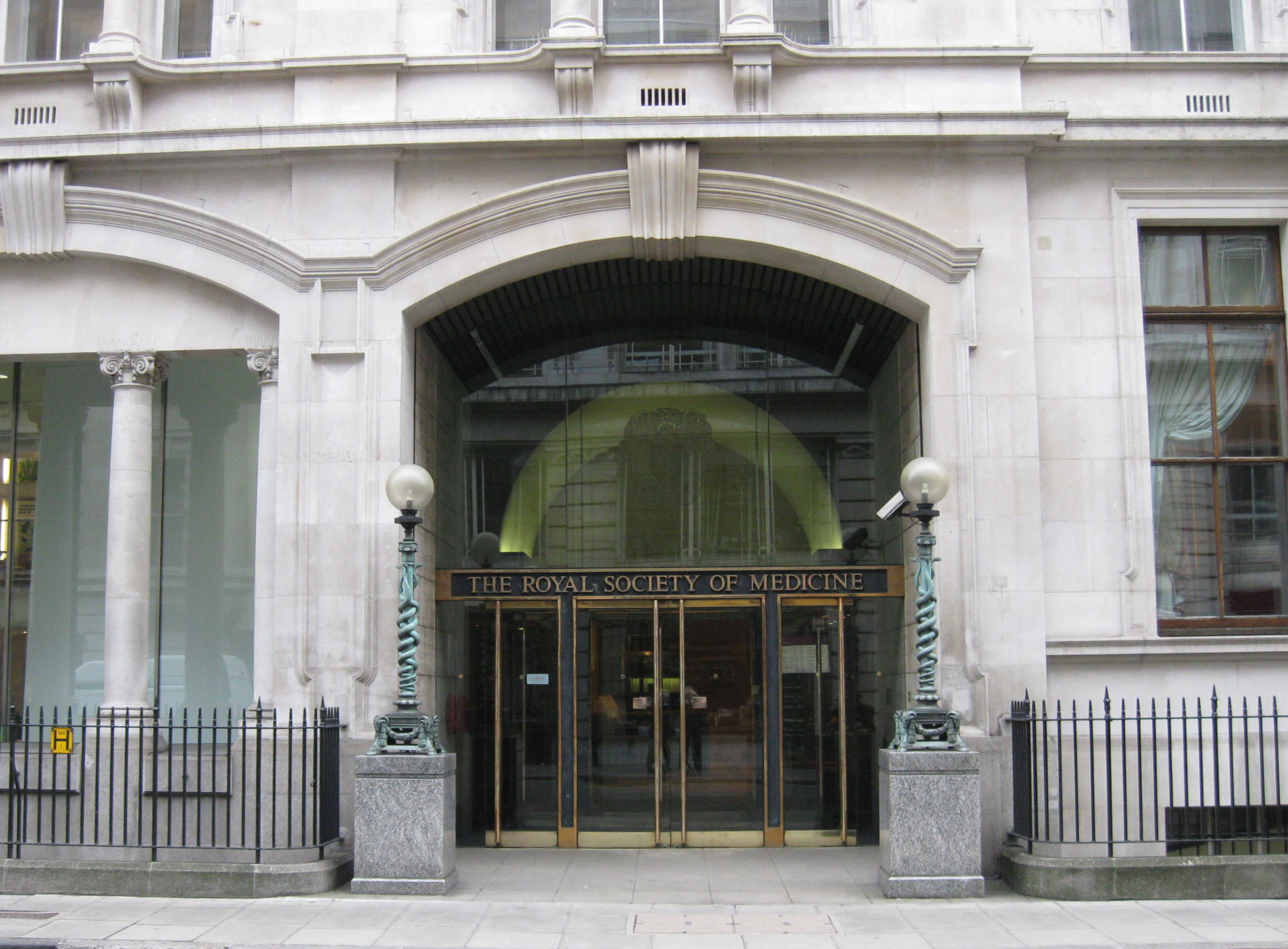
L'entrée de la Royal Society of Medicine, 1 Wimpole Street.

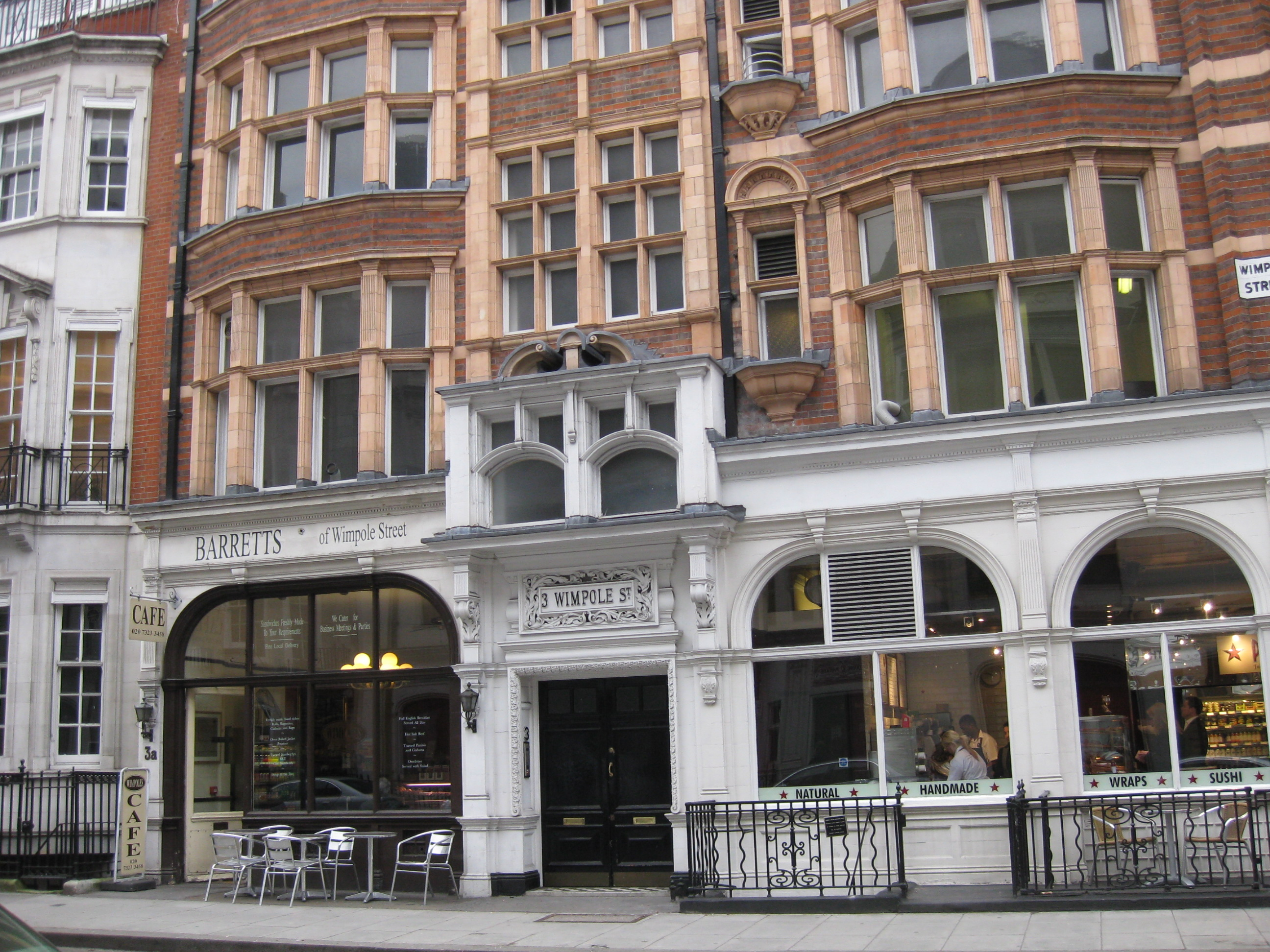
Un café au 3a Wimpole Street.

La rue a été aménagée dans les années 1730 sur le domaine Cavendish-Harley.
Un cas de nuisance de voisinage ayant eu pour cadre l'angle de Wimpole Street et de Wigmore Street est resté célèbre dans la jurisprudence britannique : il s'agit du cas Sturges v Bridgman (en) en 1879.

## Bâtiments remarquables et lieux de mémoire

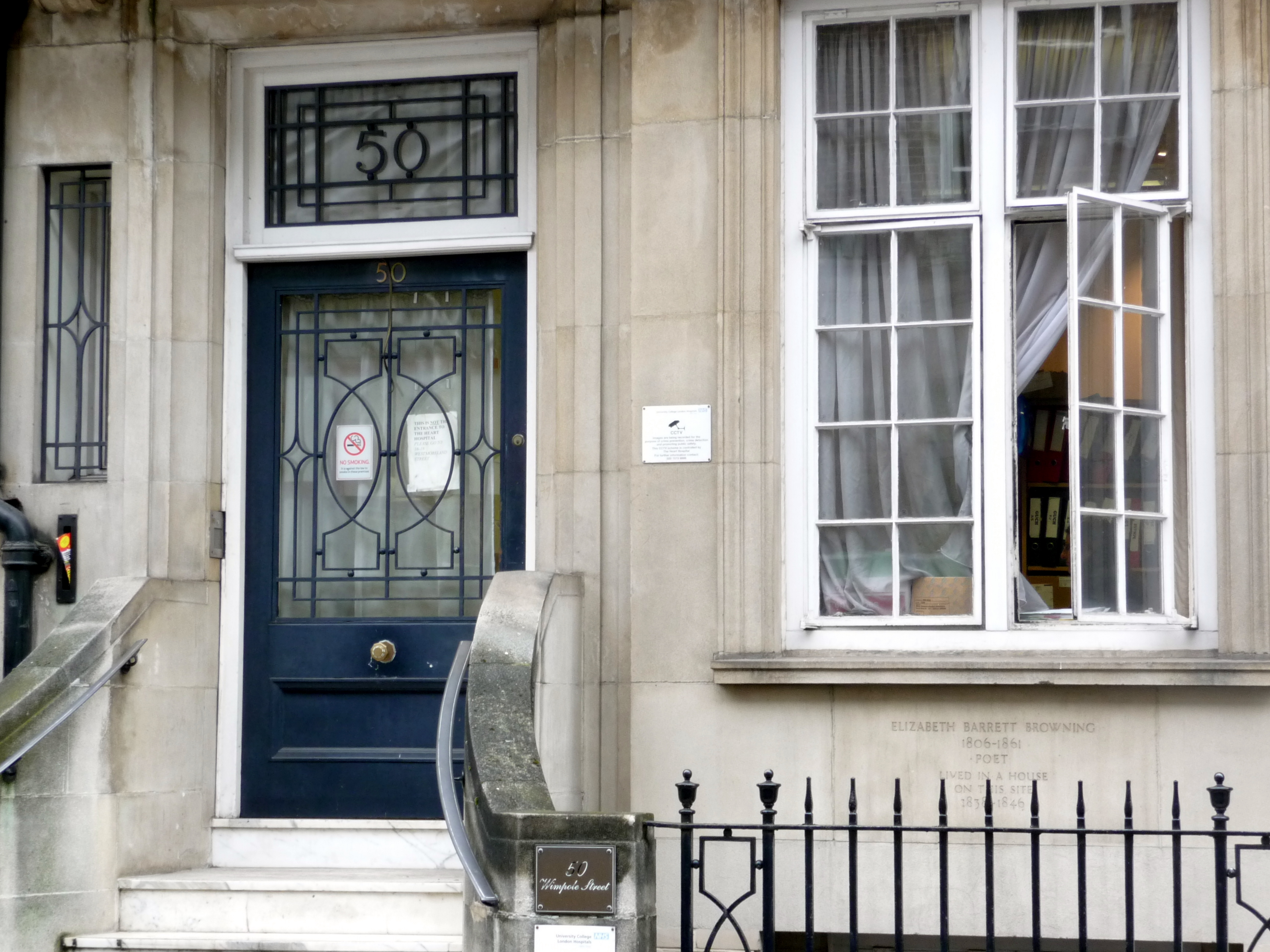
L'entrée de l'immeuble du 50, Wimpole Street, où une inscription rappelle qu'à cet endroit se trouvait la maison où vécut Elizabeth Barrett avant son enlèvement par Robert Browning.

- No 1 : cette maison est un exemple d'architecture baroque édouardienne ; elle a été construite par l'architecte John Belcher pour servir de siège à la Royal Society of Medicine.

- No 50 : la personnalité la plus connue ayant habité cette rue fut la poétesse Elizabeth Barrett, qui vécut avec sa famille au no 50 de 1838 jusqu'en 1846, l'année où elle s'enfuit avec Robert Browning. La rue a connu un regain de célébrité à cause de la pièce de Rudolf Besier racontant leur liaison sentimentale, The Barretts of Wimpole street, a comedy in five acts. (1930). Lorsque Katherine Cornell, l'une des actrices de cette pièce, prend sa retraite, elle déménage à la 51e rue est à New York, pour s'y retrouver voisine de deux autres acteurs ayant également joué dans la même pièce. C'est la raison pour laquelle cette rue new-yorkaise a reçu le surnom de Wimpole Street[réf. souhaitée].

- No 57 : le musicien Paul McCartney a vécu à cette adresse de 1964 à 1966 durant sa liaison avec Jane Asher[3]. C'est à cette même adresse que John Lennon et Paul McCartney ont écrit la chanson « I Want To Hold Your Hand » dans une pièce du rez-de-chaussée et que McCartney a composé « Yesterday » dans une chambre mansardée sous les toits[4].

- No 64 : siège de la British Dental Association (Association dentaire britannique).

- No 82 : l'écrivain Wilkie Collins a passé la dernière année de sa vie (1888-1889) dans cette maison[5].

- No 94 : en 1932, Paul et Marjorie Abbatt ouvrent un magasin de jouets, Paul & Marjorie Abbatt Ltd, conçu par leur ami, l'architecte Ernő Goldfinger à cette adresse[6],[7]. Ce magasin est unique en son genre, car il offre aux enfants la possibilité de toucher les jouets exposés et même de jouer avec.